# Museo Carolinas Aviation

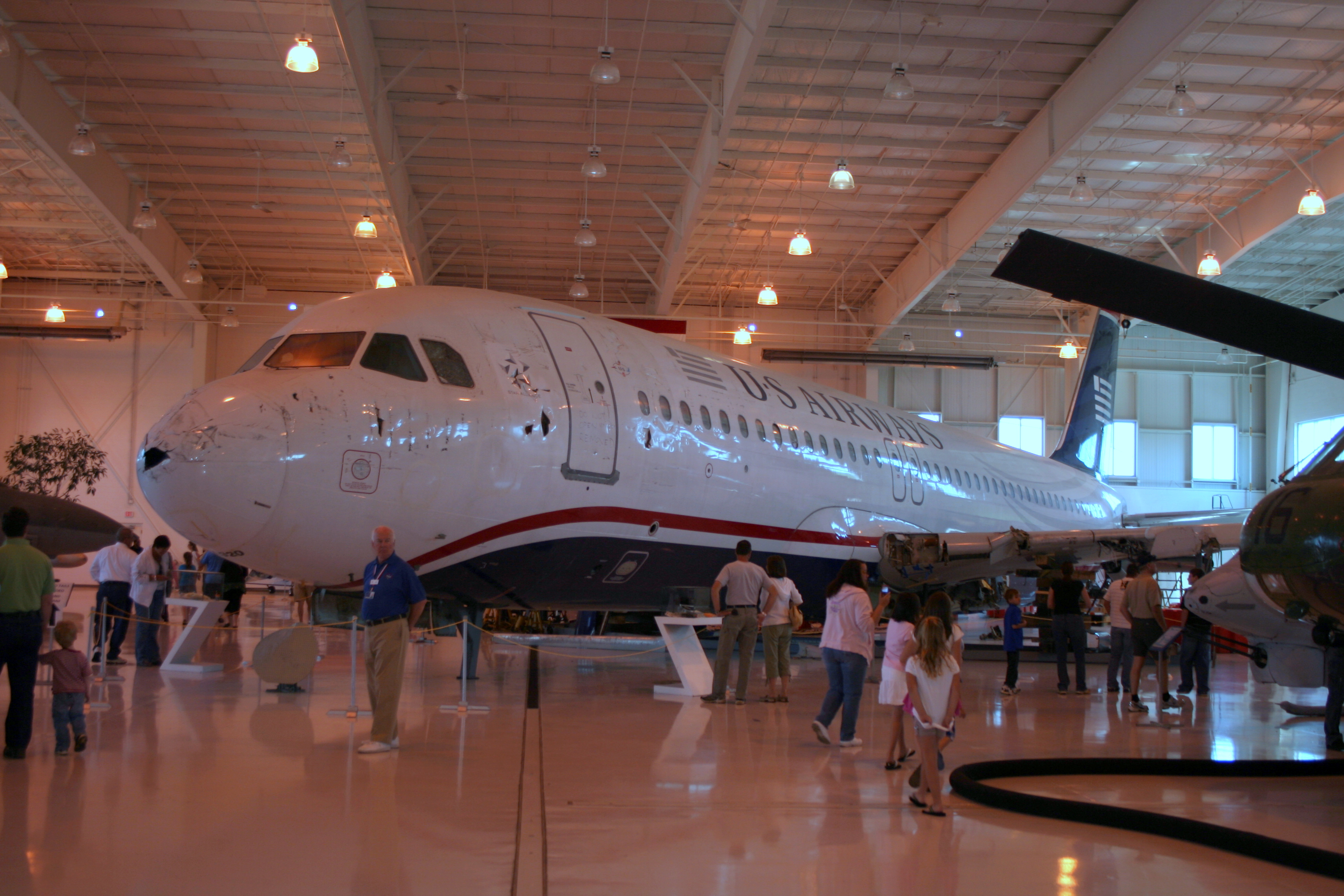
Airbus A320 N106US.

Carolinas Aviation Museum es un museo de aviación ubicado en el Aeropuerto Internacional Charlotte Douglas en Carolina del Norte, Estados Unidos. Este museo es uno de los pocos museos de aviación ubicados en un aeropuerto. Su principal atracción es un Airbus A320 de US Airways, el cual estuvo involucrado en un accidente aéreo (vuelo 1549 de US Airways) el 15 de enero de 2009. Otras aeronaves incluidas en la exhibición son: F-14 Super Tomcat, DC-3, CH-46, F-4 Phantom y un Boeing 727.